# Бисоциальность
Бисоциальность (от греч. bis — «два» и лат. socialis — «товарищеский») — в социологии термин для обозначения отношений несексуального и неромантичного характера как с представителями своего, так и противоположного пола без четко выраженного преимущества. К таким отношениям относятся любые социальные взаимоотношения, например дружба, общение и т. д.
Противопоставляется гомосоциальности и гетеросоциальности, где отдается предпочтение отношениям между лицами своего пола, или наоборот противоположного. То есть бисоциальности присущ смешанный характер.
В возрастной психологии один из завершающих этапов социального развития, который предусматривает переход к стремлению человека иметь связи с представителями одновременно обоих полов, не отдавая какому-то одному никакого преимущества, как это выражено в гомосоциальности во время половой сегрегации на раннем этапе и гетеросоциальности на более позднем этапе.